# Боротьба Деметрія I за македонський престол

Мапа Егеїди. Зокрема, позначені згадані у статті міста Мілет, Прієна, Ефес, Амфіполь, Кассандрія, Фіви (Thebes), Афіни, Мегара, Коринф, Егіон (Aigion), Мессена, Спарта, а також область етолійців та Еіпр

Боротьба Деметрія I за македонський престол — серія військових кампаній, котрі провадив Деметрій Поліоркет від моменту битви при Іпсі та до взяття у полон в 285 р. до н. е.

## Наслідки битви при Іпсі
У 301 р. до н. е. цар Азії Антигон I Одноокий зазнав поразки у вирішальній битві при Іпсі та загинув, а його син Деметрій Поліоркет з 5 тисячами піхотинців та 4 тисячами вершників втік до розташованого на східному узбережжі Егеїди міста Ефес. Більша частина батькового царства (котре включало Малу Азію, Сирію та Палестину) була втрачена для Деметрія. Назрівав заколот і в самому Ефесі, де поставлений начальником гарнізону Діодор погодився здати місто Лісімаху за 50 талантів. Втім, Деметрій, котрий вже відплив із військом до Карії, отримав відомості про зраду ще до появи в Ефесі лісімахових загонів. Прибувши до міської гавані лише на одному судні, Деметрій наказав своєму підручному Ніканору вступити у перемовини зі зрадником щодо безперешкодного відпуску воїнів гарнізону, котрі забажають покинути Ефес. Діодор, гадаючи, що до нього прибув лише посланець, необачно підплив до судна на лодці, що дозволило Деметрію потопити її, узяти зрадника в полон та утримати місто.    
Втім, Ефес залишався далеко не єдиним активом Деметрія. В нього був потужний флот, котрим Антигоніди володіли з 315 р. до н. е. Також Поліоркет утримав пов'язаний з морем компонент батьківського царства — Фінікію, Кіпр (котрий колись завоював після звитяжної морської битви при Саламіні) та, ймовірно, якість розташовані на південному узбережжі Малої Азії області (немає чітких даних про перехід до ворогів Деметрія Лікії, Памфілії та Західної Кілікії). На заході Егеїди гарнізони Деметрія стояли в Коринфі (котрий контролював шлях по суходолу на півострів Пелопоннес) та, ймовірно, ряді пелопоннеських міст (наступник Деметрія Антигон II Гонат мав залоги у Трезені на сході Арголіди та ахейському Егіоні — хоча невідомо, коли саме Антигоніди оволоділи цими містами). Так само під контролем Поліоркета знаходилось місто Мегара, розташоване вже за межами Пелопоннесу на схід від Коринфу.
В той же час, раніше дружні Афіни відклались від Деметрія після іпської поразки (а переможці звільнили узятих в тому бою афінських бранців). Проте афіняни не стали відкрито на сторону ворогів Антигоніда — вони повернули на його вимогу кораблі, включаючи гігантське судно із 13 рядами весел.

## Дії Деметрія у Східному Середземномор'ї

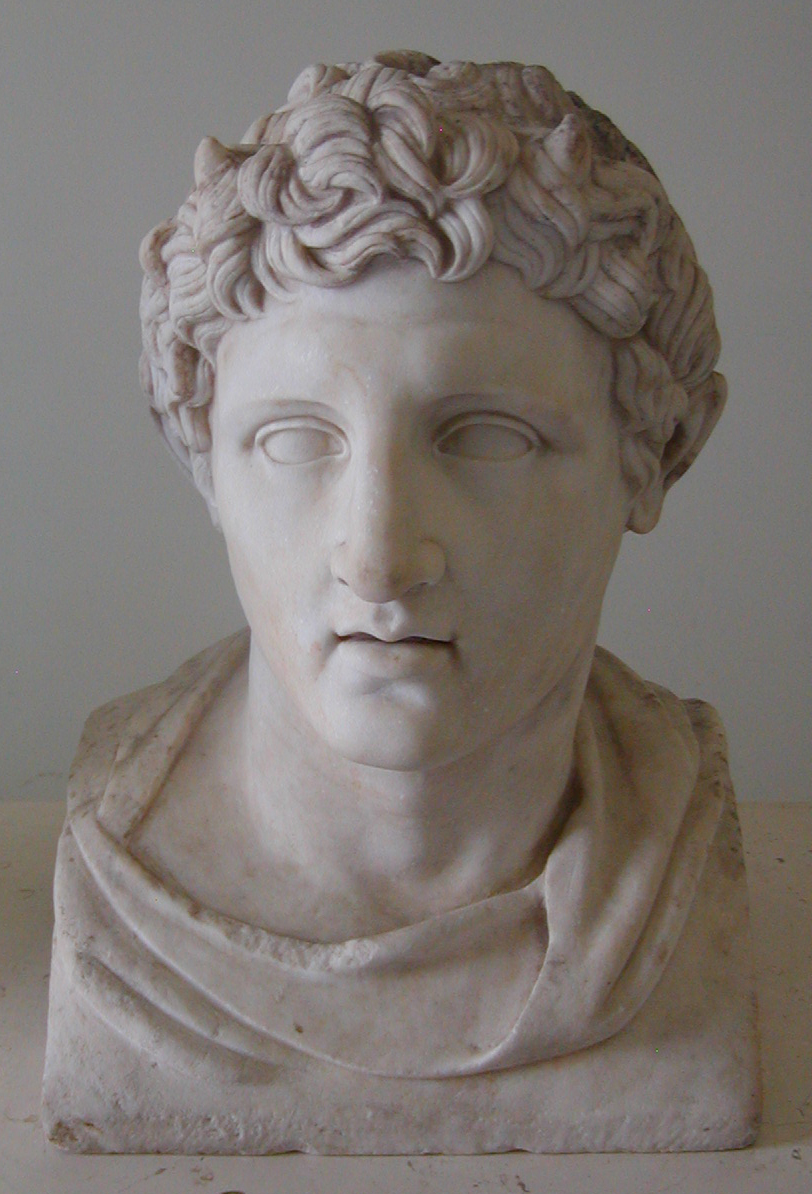
Деметрій І Поліоркет

Відвідавши Коринф, Деметрій залишив у балканській Греції Пірра (майбутнього царя Епіру), а сам відплив до Херсонесу Фракійського, котрий відносився до царства Лісімаха. Спустошуючи ці землі, він завдавав шкоди своєму найзатятішому ворогу та одночасно давав здобич війську, котре поступово відновлювало свою силу.
Невдовзі Селевк (один з переможців при Іпсі) попросив у Деметрія руки його доньки Стратоніки. Після такого звернення Антигонід відплив з усім флотом до Сирії (котра тепер належала Селевку). На своєму шляху він зупинився у Кілікії, котру після Іпсу віддали під управління Плейстарху, брату царя Македонії Кассандра (не виключено, що Плейстарху, котрий активно боровся проти Антигонідів у останніх кампаніях війн діадохів, переможці виділили під майбутнє царство усе південне узбережжя Малої Азії від Карії до Килікії). Прибуття Деметрія викликало велике занепокоєння у Плейстарха, котрий покинув своє володіння та втік до брата (надалі Плейстарх облаштується у Карії, де правитиме до другої половини 290-х років до н. е.).
Деметрію досталась не лише Килікія, але й останні 1200 талантів, котрі зберігались там у скарбниці Кіінди (під час походів Александра Македонського сюди доправляли здобич, яку потім протягом війн діадохів поступово витратили ті з них, кому пощастило захопити Кіінду). Поріднившись із Селевком, Деметрій тим не менш відхилив прохання свого могутнього родича передати йому Кілікію або Фінінкію.
Ще одним суперником Деметрія у Східному Середземномор'ї був єгипетський цар Птолемей I. Ще перед Іпсом, скориставшись концентрацією сил Антигонідів у Малій Азії, він захопив Палестину (проте відмовився від нападу на Фінікію під впливом неправдивих чуток про перемогу Антигона Монофтальма). Тепер же Деметрію вдалось повернути якісь палестинські території під свій контроль, хоча скіль-небудь докладніших відомостей про це до наших часів не дійшло — можна із впевненістю стверджувати лише щодо оволодіння Самарією (містом в центральній Палестині за сотню кілометрів південніше від Тіра, де поселив македонських ветеранів ще сам Александр Македонський). Тепер за посередництва Селевка Деметрій та Птолемей уклали мир, котрий, ймовірно, передбачав закріплення контролю єгипетського царя над Палестиною. На користь останнього припущення говорить те, що Деметрій у 297/296 р. до н. е. наказав зруйнувати Самарію (крім того, до Птолемея як заручника відправили Пірра).
Поки Антигонід перебував у Східному Середземномор'ї, навколо Ефесу продовжувались бойові дії із Лісімахом. Про це свідчить напис, котрий датують періодом після 297 р. до н. е. Інший напис від 297 р. до н. е. засвідчує, що стратег Деметрія у Ефесі надавав допомогу вигнанцям із Прієни в їх боротьбі з приєнійським тираном Гієроном.

## Повернення Деметрія на Балкани
Дізнавшись про суперечки всередині афінської громади, викликані спробами фіванця Лахара прийти до тиранічної влади, Деметрій вирішив спробувати повернути це місто під свій контроль. Разом з флотом він вирушив до західної Егеїди, причому неподалік від узбережжя Аттики потрапив у бурю, втратив багато кораблів та людей. Коли ж розрахунки на добровільне приєднання афінян не справдились, Деметрій узяв їх в облогу. Вона тривала рік, так що за цей період Антигонід встиг здійснити похід на Пелопоннес, де під час облоги Мессени отримав важке поранення стрілою від катапульти у лице. Зцілившись, Деметрій повернувся під Афіни, котрі у підсумку були примущені до здачі голодом. Облога цього міста, ймовірно, припадає на 296—295 або 295—294 роки до н. е. (втім, враховуючи відсутність надійних свідчень, існують датування цих подій також як 297—296 рр. до н. е.). Після облоги гарнізони Антигоніда розмістились на пагорбі Мусей (в самих Афінах), а також в укріпленнях Пірей та Муніхій, котрі захищали афінський порт. На протилежному березі Егейського моря справи у Деметрія також поки йшли гарно — на 295 р. до н. е. мешканці Мілету (друге за значенням місто Іонії після Ефесу) обрали його на посаду стефанофора (головного міського магістрата).
Тепер Деметрій вирішив розширити свій контроль на Пелопоннесі та вирушив у похід проти Спарти (295/294 р. до н. е.). Шлях його війська лежав через незнайому місцевість на горі Ліркей (у Аркадії в центральній частині півострова). Щоб безпечно пройти через неї, Деметрій дочекався, коли сильний вітер подув в бік ворога, та підпалив ліс. Змусивши спартанців відступити, Антигонід далі розбив їх царя Архідама біля Мантінеї та пройшов до Лаконіки. Тут Деметрій неподалік від самої Спарти виграв другу битву, в якій спартанці втратили дві сотні загиблими та ще п'ять сотень полоненими, але у цей момент погані звістки зі сходу змусили його перервати похід та повернутись. Спартанці напали на відступаюче військо, котре рухалось по вузькій дорозі. Тоді Деметрій вдруге за одну кампанію використав військову хитрість з вогнем — наказав зібрати у тіснині багато возів та підпалити їх, що допомогло відірватись від переслідувачів.

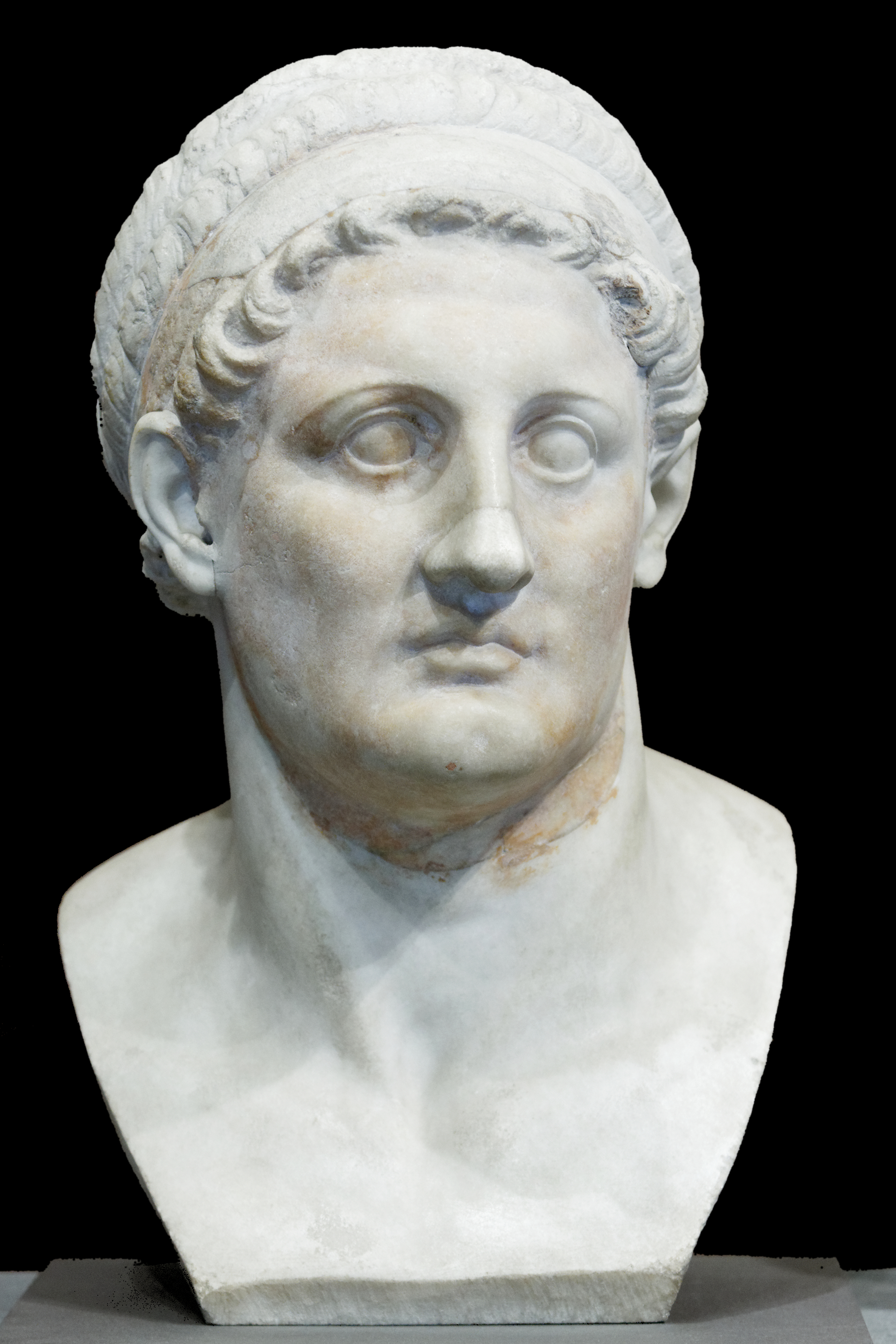
Птолемей І

Тим часом, скориставшись відсутністю головних сил Антигоніда, єгипетський цар захопив острів Кіпр. Певний час у Саламіні тримався гарнізон, проте у підсумку Птолемей І оволодів і цим містом та полонив сім'ю Деметрія. Ймовірно, тоді ж єгиптянин узяв під контроль території на південному узбережжі Малої Азії (у будь-якому випадку, це сталось не пізніше 288/287 р. до н. е., коли напис засвідчує наявність у Лікії чиновників Птолемея). Що стосується Східної Кілікії, то вона надалі згадується вже як належна Селевку (втім, невідомо, чи сталось це внаслідок якогось військового конфлікту).
Фінікійські фортеці поки залишались в руках гарнізонів Деметрія, проте до його втрат додались володіння на заході Малої Азії. Поставлений командувати гарнізоном в Ефесі Енет використовував піратів для спустошення ворожих земель. Нарешті, стратег Лісімаха Лік зміг підкупити одного з піратських провідників Андрона, котрий провів у місто воїнів, озброєних кинджалами, під виглядом полонених. Опинившись біля акрополя, вони перебили вартових, після чого інше військо Ліку напало на Ефес та узяло його під повний контроль.  

## Прихід Деметрія до влади в Македонії

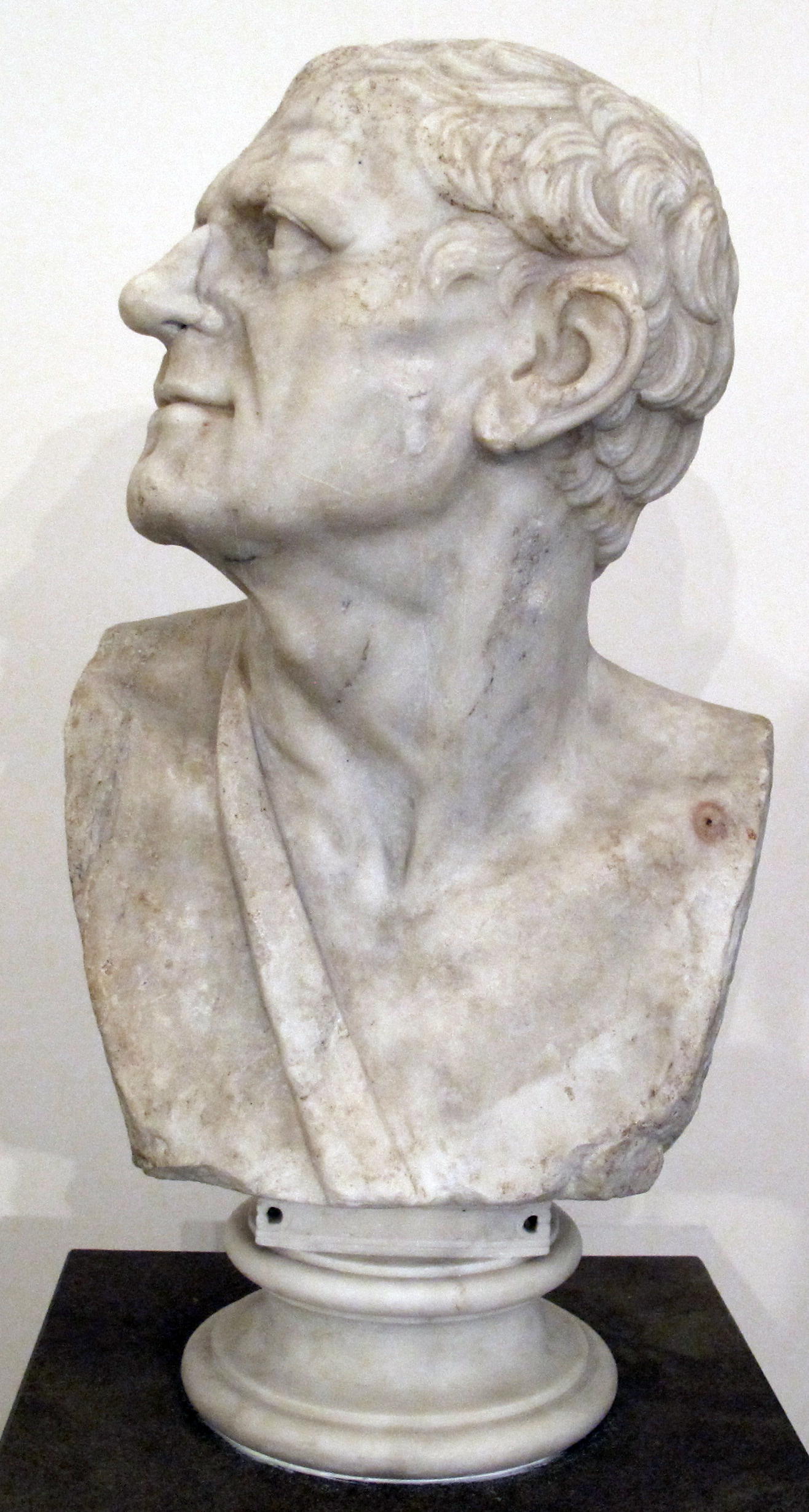
Лісімах

Під час боротьби синів Кассандра один з них, Антипатр, мав за союзника свого тестя — царя Фракії та Малої Азії Лісімаха, тоді як інший, Александр, звернувся по допомогу до Пірра і Деметрія Поліоркета. Пірр (котрий за час перебування в Єгипті встиг одружитись на пасербиці Птолемея І, після чого за допомогою коштів останнього став царем Епіру) одразу відгукнувся на пропозицію Александра та, в обмін на македонські володіння на західному узбережжі Балканського півострова, допоміг йому вибороти в Антипатра західну частину країни. Деметрій же через свої кампанії на півдні прибув до Македонії лише тоді, коли завдяки Пірру Александр відстояв свої права. Заклопотаний непотрібною вже появою відомого воїтеля, син Кассандра став планувати вбивство Деметрія. Той, втім, був вельми обережним та навіть під якимось приводом оголосив про негайне повернення у свої володіння. Приспавши пильність Александра, Деметрій на зворотньому шляху через Фессалію запросив його на бенкет та наказав перебити разом із супутниками.
На наступний день Деметрій прибув до македонського війська, котре супроводжувало Александра, та виступив перед ним із засудженням злочинів молодших Антипатридів — адже саме Кассандр винищив спадкоємців Александра Великого, тоді як його син Антипатр (котрий ще володів східною частиною країни) незадовго до цього вбив свою рідну матір, оскільки вона віддавала перевагу його брату Александру. Здобувши підтримку македонського війська, Деметрій став першим з Антигонідів, котрий прийшов до царської влади у власне Македонії, що сталось у 294 р. до н. е.
Становище Деметрія покращило також те, що союзник іншого сина Кассандра Лісімах виявився втягнутим у важку боротьбу з гетами. Щоб убезпечити себе від війни на два фронта, Лісімах уклав з Поліоркетом мир та поступився східною частиною Македонії, царем якої був Антипатр (коли ж останній звинуватив свого тестя у підступності, Лісімах просто вбив його).  
На додаток до цих успіхів, єгипетський цар відпустив захоплених у полон в Саламіні матір та дітей Деметрія (взагалі, війна між Поліоркетом та Птолемеєм I вирізнялась з обох боків лицарською поведінкою ще від першої великої битви між ними при Газі).    

## Оволодіння Беотією
У 292 р. до н. е. Деметрій вирішив узяти під контроль Беотію, котра знаходилась у центральній Греції між вже належними йому Фессалією та Аттикою. Беотійці спершу схилялись увійти в спілку з македонським царем, проте до них прибув на підмогу спартанський полководець Клеонім. Тоді вони прислухались до Пісіда з Феспій (одне з міст Беотійського союзу) та зачинились у Фівах. Деметрій був вимушений узятись за облогу міста та застосувати облогові машини. Через якийсь час Клеонім зміг таємно полишити Фіви, а фіванці здались (колишній афінський тиран Лахар переховувався кілька днів у підземних ходах, після чого через підконтрольні етолійцям Дельфи зміг добратись до Лісімаха). І на цей раз Деметрій віднісся до переможених милостиво, навіть по відношенню до Пісіда, котрого призначив начальником у рідних Феспіях.
Невдовзі прийшла звістка, що Лісімах потрапив у полон до гетів. Деметрій спішно вирушив до Фракії, сподіваючись приєднати її до своїх володінь. Втім, гети швидко звільнили Лісімаха, а поки Поліоркет здійснював безрезультатні марші проти нього повстали беотійці. Коли Деметрій повернувся назад, виявилось, що бунтівники вже розбиті його сином Антигоном (майбутнім царем Антигоном II Гонатом). Почалась друга облога Фів, котрі завершилась у 291 р. до н. е. взяттям міста. І на цей раз Деметрій утримався від масштабної помсти, стративши лише кількох провідників повстання.

## Війна з Пірром

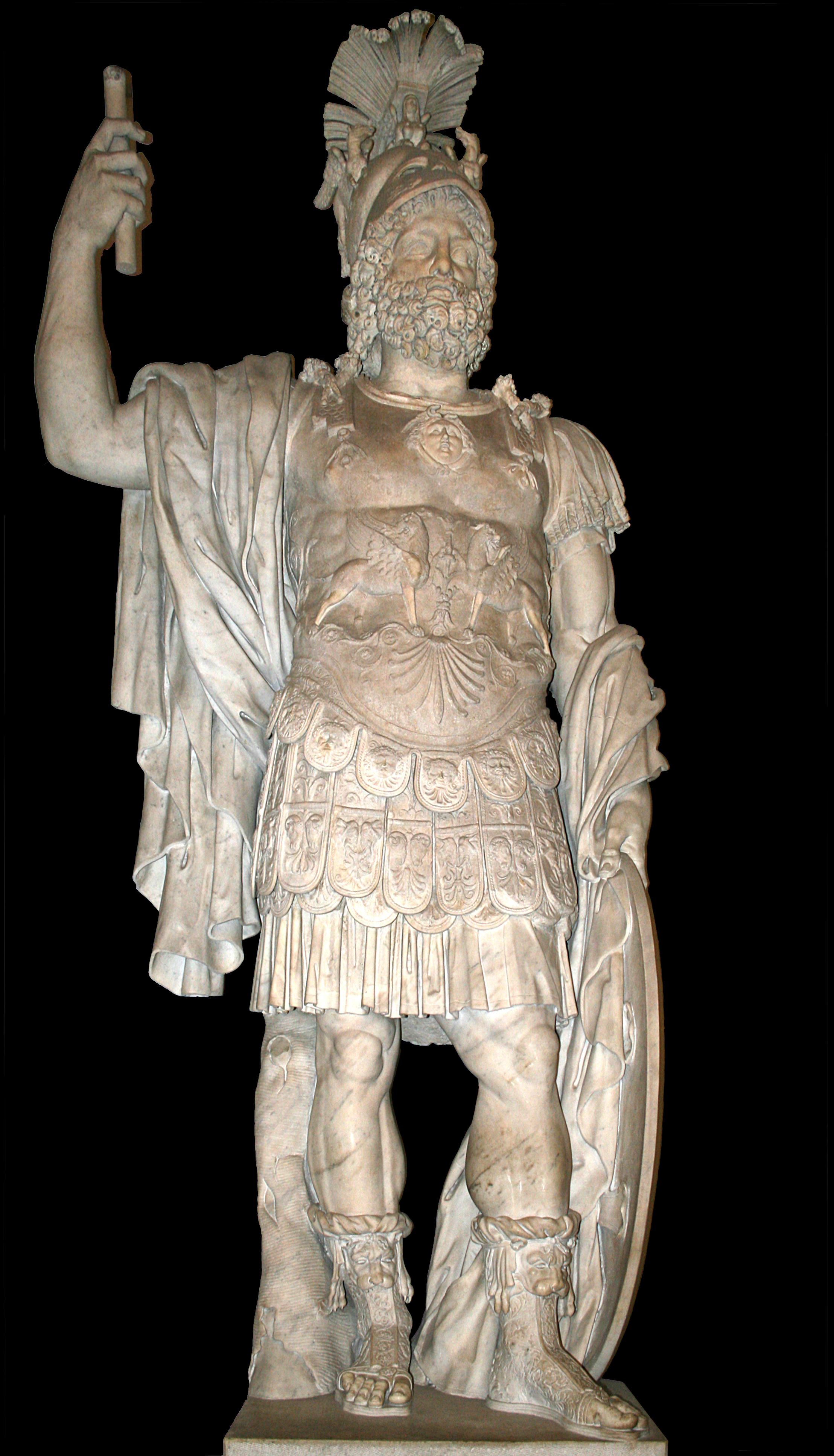
Пірр Епірський

Ще під час другої кампанії проти Фів на Фессалію здійснив набіг Пірр, котрий підійшов до самих Фермопіл. На той раз щоб відігнати його виявилось достатньо лише руху назустріч Деметрія з частиною війська. Втім, пристрасть обох царів до розширення володінь вела до наступних зіткнень. Зокрема, посприяла цьому історія з розлученням біля 290 р. до н. е. доньки сицилійського володаря Агафокла Ланасси із Пірром. Ображена більшою прихильністю чоловіка до дружин варварського походження, Ланасса покинула епірця та перебралась на острів Керкіра, котрий її батько раніше дав у якості посагу. Звідси вона запропонувала пошлюбитись Деметрію Поліоркету, котрий разом з новою дружиною отримав Керкіру.     
У 289 р. до н. е. Деметрій виступив проти етолійців (мешканці гірських районів на заході центральної Греції). Спустошивши цю область, він залишив у ній частину війська на чолі з Пантавхом та рушив далі на Епір. Пірр виступив йому назустріч, проте армії обрали різні дороги та розминулись. Допоки Деметрій спустошував країну епірця, останній переміг Пантавха, завдав ворогу значних втрат та на додачу узяв 5 тисяч полонених.
Того ж року, дізнавшись про хворобу македонського царя, Пірр здійснив вторгнення безпосередньо у Македонію та дійшов до її колишньої столиці Ег (Едесса). Втім, незважаючи на слабкість Деметрій рушив на супротивника та зміг прогнати його без особливих зусиль, причому, навіть за відсутності великих зіткнень, Пірр втратив при відступі четверту частину свого війська
За цим сторони уклали мир, котрий, втім, тримався недовго. Деметрій став готуватись до війни з іншими елліністичними царями. У відповідь в 288 р. до н. е. проти нього склалась коаліція Лісімаха та Птолемея, котрі невдовзі залучили до неї Пірра. Лісімах вторгнувся до Македонії зі сходу та, щонайменше, зміг за допомогою зрадника захопити місто Амфіполь (неподалік від впадіння Струми до Егейського моря). Деметрій виступив йому назустріч, проте отримав звістку про напад Пірра на заході та захоплення ним Берої (місто неподалік від Ег).
На тлі цих подій у війську Поліоркета стрімко поширились небезпечні для провідника настрої (взагалі, Деметрій своїм потягом до пишності, а ще більше гордовитою та образливою поведінкою викликав серед підданих сильне невдоволення). Відчуваючи, що македонське військо може перейти до Лісімаха (македонянина та соратника Александра Великого), Деметрій повів його у протилежну сторону, проти Пірра (котрий все-таки був чужоземцем, хоч і не варваром). Проте він помилився у розрахунках, оскільки ще з моменту блискучої перемоги над Пантавхом Пірр здобув значної популярності у Македонії — він справляв враження воїтеля часів Александра. До того ж, епірський цар гарно повів себе з полоненими, так що, коли чутки про це досягли македонського війська, в останньому почалось дезертирство. Через якийсь час була готова збунтуватись вже більшість війська. З огляду на це, Деметрій спершу втік до Кассандрії (колишня Потідея на півострові Халкідіки), звідки вирушив у підконтрольні йому райони балканської Греції. Так Деметрій у 287 р. до н. е. втратив македонський престол (на який через десять років повернеться вже його син Антигон ІІ Гонат).
Втім, у грецьких володіннях на Поліоркета теж очікували проблеми. В Афінах вибухнуло повстання, під час якого мешканцям міста вдалось із незначними втратами оволодіти укріпленням на Мусейоні (одне з двох укріплень у афінському порту — Муніхій — в підсумку також було звільнене від гарнізону Антигонідів, проте чи відбулось це під час повстання, а чи пізніше невідомо). Суттєву допомогу афінянам надав загін єгипетського царя Птолемея під керівництвом Каллія, котрий незадовго до того був розміщений на острові Андрос.
Також єгипетський цар нарешті захопив останні володіння Деметрія на сході: у 286/286 р. до н. е. в одному з написів згадується цар Сідона Філокл (він же відомий полководець династії Птолемеїв), що може бути свідченням переходу Фінікії під владу Єгипту.

## Малоазійська кампанія Деметрія

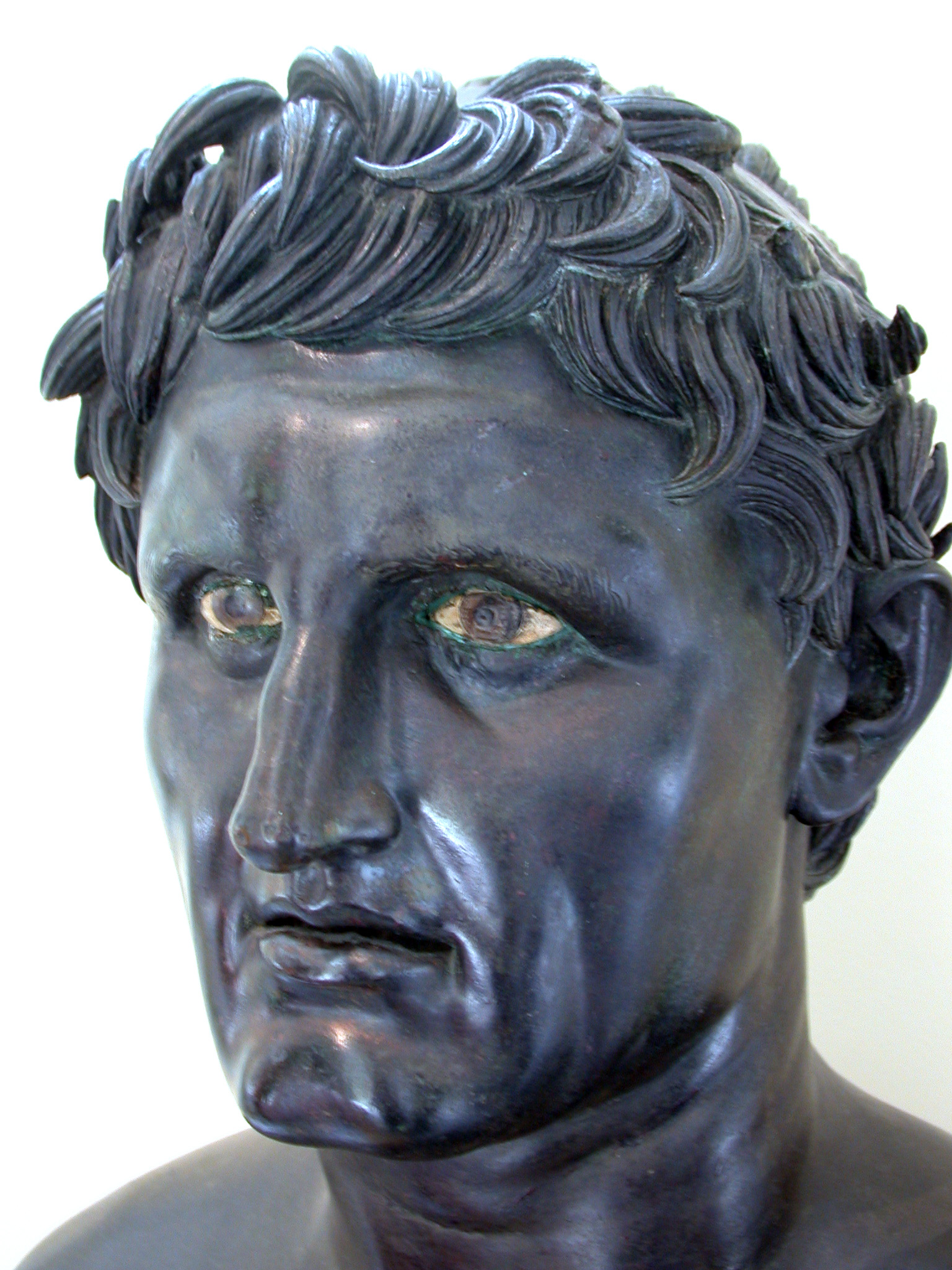
Переможець Деметрія Селевк І

Деметрій, котрому поступово вдалось зібрати нове військо, підступив до Афін та узяв їх в облогу. Втім, він не вбачав вже великих перспектив від продовження операцій на Балканах, тому невдовзі полишив Афіни у спокої та з 11 тисячами піших та кінних воїнів відплив до Малої Азії, розраховуючи захопити цю частину володінь Лісімаха.      
Після висадки Деметрій привів під свою руку чимало міст, як прибережних (наприклад, Мілет), так і в глибині країни (як столиця Лідії Сарди). Частина з них  підкорилась добровільно, до того ж на бік Деметрія перейшли кілька полководців Лісімаха разом зі своїми воїнами та ввіреними їм коштами. Частину міст прийшлось брати силою. Були і громади, котрі залишались вірними попередньому володарю, наприклад, Прієна, котра трималась Лісімаха незважаючи спустошення її земель.
Для протидії Деметрію Лісімах вмовив Пірра (з яким вони розділили Македонію) порушити ще одну мирну угоду, укладену незадовго до відплиття Антигоніда з Балкан, після чого епірський воїтель вирушив до Фессалії, де зайнявся боротьбою із полишеними Деметрієм залогами. Втім, справжні проблеми для останнього виникли коли до Малої Азії прибув з великим військом син Лісімаха Агафокл. Деметрій не наважився вступити з ним у протиборство та полишив західні райони Малої Азії. Він мав на меті пройти через Фригію та Вірменію до східних провінцій колишньої держави Александра Македонського (котрі тепер належали Селевку) і створити там нову базу для боротьби.
Агафокл прямував за Деметрієм, становище якого, незважаючи на кілька вдалих сутичок із переслідувачами, лише погіршувалось. Військо голодувало та не могло роздобути корму для тварин. При переправі через Лік загинуло чимало людей. Нарешті, воїни просто не бажали йти на схід. У підсумку, втративши 8 тисяч солдат, Деметрій змінив маршрут та попрямував на південь, увійшовши до підконтрольної Селевку Кілікії.
Первісно сирійський цар поставився до свого родича приязно та забезпечив його військо продовольством. Проте потім Селевка переконали, як небезпечно мати на своїй землі такого відомого воїтеля, після чого він прибув на кілікійські терени зі своєю армією. Шлях назад через Тавр був відрізаний розставленими Агафоклом загонами. Деметрій, зайнявши позиції в горах, звернувся до Селевка з проханням пропустити його до якихось варварських народів, котрі він міг би підкорити та облаштувати собі нове царство, або, щонайменше, дозволити перезимувати у Кілікії. Сирійський цар вимагав заручників та погоджувався лише на зимівлю у Катаонії (гірська область між Кілікією та Каппадокією).

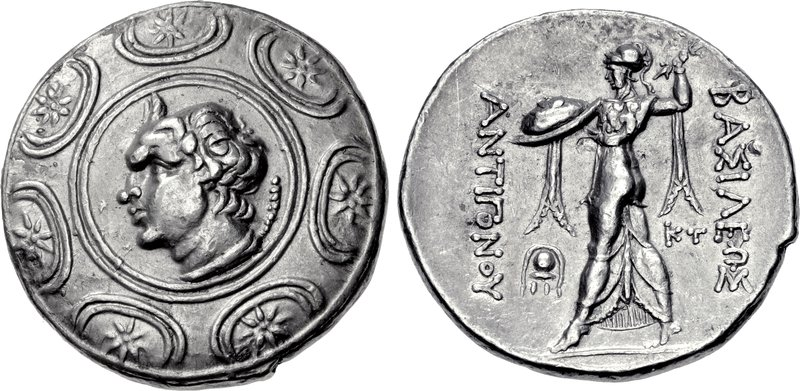
Син та наступник Антигон ІІ Гонат

Не маючи чим кормити своє військо, Деметрій узявся за набіги. Селевк протидіяв, проте його загони зазнали кількох невдач у сутичках з Антигонідом. Нарешті, Деметрій отримав у якомусь зіткненні перемогу над загоном колісниць, після чого змусив відступити оборонців гпроходів через Аман (гірський хребет між Кілікією та Сирією). Селевк, котрий до того відмовився від запропонованої Лісімахом допомоги, не наважився вступити у битву, проте Деметрія більш ніж на місяць затримала хвороба. Одужавши, він зібрав залишки війська (багато вояків вже розбіглось або перейшло на сторону Селевка) та перейшов через Аман до північної Сирії. Тут до його табору підступив Селевк та умовив воїнів стати на його бік. Деметрій пробував утекти, проте у підсумку здався.
Хоча між узяттям Деметрія в полон у 285 р. до .н. е. та його смертю пройшло ще кілька років, у цей період фактичним головою дому Антигонідів був його син Антигон Гонат (котрому в підсумку і вдалось затвердити династію на македонському престолі).